# Nellys Pimentel
Nellys Rocio Pimentel Campusano (San Juan, 27 aprile 1997) è una modella portoricana, incoronata Miss Terra 2019 e diventando la prima donna portoricana e proveniente da un paese caraibico a vincere Miss Terra.